# گرگوری حمارا
گرگوری چمارا (روسی: Григорий Михайлович Хмара انگلیسی: Gregori Chmara؛ ۲۹ ژوئیهٔ ۱۸۷۸ – ۳ فوریهٔ ۱۹۷۰) یک هنرپیشه اوکراینی اهل امپراتوری روسیه بود. وی بین سال‌های ۱۹۱۰ تا ۱۹۷۰ میلادی فعالیت می‌کرد.
از فیلم‌ها یا برنامه‌های تلویزیونی که وی در آن نقش داشته است می‌توان به خیابان اندوه اشاره کرد.

## زندگی نامه
گرگوری چمارا درسال ۱۸۷۸ میلادی در امپراتوری روسیه در شهر پولتاوا (شهری در اوکراین کنونی) به دنیا امد
او حرفه خود را در تئاتر هنری مسکو  در سال ۱۹۱۰ شروع کرد.
او تا سال ۱۹۱۸  تا انقلاب روسیه چندین فیلم را در روسیه بازی کرد و بعد از ان به امپراتوری آلمان مهاجرت کرد. او در المان تا سال ۱۹۲۳ به خوانندگی مشغول شد،او در المان با بازیگر دانمارکی بنام استا نیلسن  اشنا شد، استا و چمارا تا اخر عمر زندگی کردند اما هیچگاه ازدواج نکردند